# Miopatie
Miopatie (ze stgr. μυσ = mięsień, stgr. πάθεια = cierpienie) – grupa chorób mięśni, w których włókna mięśniowe z różnych powodów nie funkcjonują prawidłowo, czego objawem jest osłabienie mięśni. Główna przyczyna tych chorób znajduje się w mięśniach, nie zaś układzie nerwowym (neuropatia) lub innym układzie. Miopatie mogą objawiać się również sztywnością mięśni lub ich skurczem.

## Klasyfikacja ICD 10
- (G71.0) Dystrofie mięśniowe
- (G71.1) Miotonia
  - Neuromiotonia
- (G71.2) Wrodzone miopatie
  - (G71.2) Miopatia nemalinowa
  - (G71.2) Miopatia multi/minicore
  - (G71.2) Miopatia centronuklearna
- (G71.3) Miopatie mitochondrialne spowodowane wadami mitochondriów, które stanowią kluczowe źródło energii dla mięśni.
- (G72.3) Rodzinne porażenie okresowe
- (G72.4) Miopatie zapalne spowodowane przez atak układu odpornościowego na składowe mięśni, co prowadzi do objawów stanu zapalnego w mięśniu.
- (G73.6) Miopatie metaboliczne wynikające z wady w biochemicznych, które przede wszystkim wpływają na metabolizm mięśni
- (G73.6/E74.0) Choroby spichrzeniowe glikogenu, które mogą mieć wpływ na mięśnie

(G73.6/E75) Choroby spichrzeniowe lipidów 
- (M33.0-M33.1)
  - Zapalenie skórno-mięśniowe (M33.2)
  - Zapalenie wielomięśniowe
- (M61) Postępujące kostniejące zapalenie mięśni
- (M62.89) Rozpad mięśni poprzecznie prążkowanych (R82.1) i mioglobinurie
- Skurcze mięśniowe (R25.2), sztywność (M25.6) i tężyczka (R29.0)

## Klasyfikacja ICD10
| kod ICD10     | nazwa choroby                                                                  |
| ------------- | ------------------------------------------------------------------------------ |
| ICD-10: G71   | Pierwotne zaburzenia mięśniowe                                                 |
| ICD-10: G71.0 | Dystrofia mięśniowa                                                            |
| ICD-10: G71.1 | Zaburzenia miotoniczne                                                         |
| ICD-10: G71.2 | Miopatie wrodzone                                                              |
| ICD-10: G71.3 | Miopatia mitochondrialna niesklasyfikowana gdzie indziej                       |
| ICD-10: G71.8 | Inne pierwotne zaburzenia mięśni                                               |
| ICD-10: G71.9 | Pierwotne zaburzenia mięśni, nieokreślone                                      |
| ICD-10: G72   | Inne miopatie                                                                  |
| ICD-10: G72.0 | Miopatia polekowa                                                              |
| ICD-10: G72.1 | Miopatia alkoholowa                                                            |
| ICD-10: G72.2 | Miopatia wywołana innymi czynnikami toksycznymi                                |
| ICD-10: G72.3 | Porażenie okresowe                                                             |
| ICD-10: G72.4 | Miopatia zapalna niesklasyfikowana gdzie indziej                               |
| ICD-10: G72.8 | Inne określone miopatie                                                        |
| ICD-10: G72.9 | Miopatia, nieokreślona                                                         |
| ICD-10: G73.4 | Miopatia w chorobach zakaźnych i pasożytniczych sklasyfikowanych gdzie indziej |
| ICD-10: G73.5 | Miopatia w chorobach układu wewnątrzwydzielniczego                             |
| ICD-10: G73.6 | Miopatia w chorobach metabolicznych                                            |
| ICD-10: G73.6 | Miopatia w innych chorobach sklasyfikowanych gdzie indziej                     |